# Choi Hong-hi
Choi Hong-hi (9 november 1918 – 15 juni 2002) was een Zuid-Koreaans generaal en vechtkunstenaar.
Hij wordt gezien als de stichter van het moderne taekwondo, zoals door de organisaties van de International Taekwon-Do Federation (ITF). Deze rol wordt niet door iedereen erkend, wat tot uiting komt in de deling in de internationale taekwondowereld, met naast de ITF ook de World Taekwondo (WT).

## Biografie
Choi werd geboren op 9 november 1918 in Myongchon, Hamgyŏng-pukto. Het stond toen onder Japans bestuur en ging later deel uitmaken van Noord-Korea is. Choi reisde naar Japan, waar hij Engels, wiskunde en karate studeerde. In Kioto leerde hij karate van een landgenoot met de achternaam Kim en vervolgens Shotokankarate van Funakoshi Gichin. Net voordat hij Korea verliet kreeg hij een meningsverschil met een worstelaar, wat hem aan het denken zette welke technieken nodig zijn om van een worstelaar te kunnen winnen. Hij bereikte in 1939 de 1e dan in karate en niet lang daarna de 2e dan.
Choi werd tijdens de Tweede Wereldoorlog gedwongen om in het Japanse leger te dienen, maar werd gevangengezet vanwege betrokkenheid bij een opstand. Tijdens zijn hechtenis bleef hij vechtsport beoefenen. Na de oorlog, in januari 1946, werd hij benoemd tot tweede luitenant in het Koreaanse leger. Van 1946 tot 1951 volgden promoties tot eerste luitenant, kapitein, majoor, luitenant-kolonel, kolonel en vervolgens brigadegeneraal. In 1954 werd hij gepromoveerd tot generaal-majoor. 
Choi combineerde elementen van taekkyon en Oh Do Kwan Karate om een stijl van de krijgskunst te ontwikkelen die bekend staat als taekwondo, volgens zijn eigen organisatie gespeld als Taekwon-Do, wat "voet, vuist, kunst" of "de weg van hand en voet" betekent. Choi richtte de Oh Do Kwan op, en behaalde een ere 4e dan in de Chung Do Kwan. Door een conflict werd hem deze dan echter weer afgenomen. In de jaren 1960 introduceerden Choi en Nam Tae-hi hun krijgskunst over de hele wereld. 
In 1972 ging Choi in ballingschap in Canada nadat de Zuid-Koreaanse regering bezwaar had gemaakt tegen zijn introductie van de sport in Noord-Korea. De Zuid-Koreaanse regering zette in 1973 de World Taekwondo Federation (WTF) op, in 2018 werd omgedoopt naar WT. In 1979 reisde hij naar Noord-Korea waar zijn idee om taekwondo over de wereld te verspreiden werd verwelkomd.
Choi stierf aan kanker op 15 juni 2002 in Pyongyang, Noord-Korea, waar hij een staatsbegrafenis kreeg op de begraafplaats van de patriottische martelaren. Hij is 83 jaar oud geworden.